# Ивайло Караньотов
Ивайло Караньотов е оттеглил се български спринтьор, чиято основна дисциплина е бягането на 100 метра.

## Биография
Роден е на 26 февруари 1958 г. в София. Той е син на българската актриса Славка Славова. Достига полуфиналите на 60 метра на Европейския шампионат по лека атлетка на закрито през 1977 г. Състезава се в дисциплината бягане на 100 метра на летните олимпийски игри през 1980 г. недостигайки финала. По време на летните олимпийски игри в Москва през 1980 българският отбор (Караньотов, Владимир Иванов, Павел Павлов и Петър Петров) завършва шести в щафетата 4 по 100 метра. Ивайло Караньотов печели Балканските игри през 1981 г. По време на Европейския шампионат по лека атлетика през 1981 г. завършва осми в щафетата 4 по 100 метра заедно с Николай Марков, Петър Петров и Иван Тупаров.
Той е шампион на България в бягането на 100 и на 200 метра през 1981 година. На закрито печели титлата на 50 метра през 1981 и титлата на 200 метра през 1983.
През 2018 г. е участник в четвъртия сезон на риалити шоуто Фермата.